# Société des avions Marcel Bloch
Pour les articles homonymes, voir Bloch.
Cet article court présente un sujet plus développé dans : Dassault Aviation.
La société des avions Marcel Bloch est une entreprise aéronautique française créée en 1929 par Marcel Bloch (qui fait changer son patronyme en Marcel Dassault en 1946).

## Historique
À la suite de la nationalisation des entreprises aéronautiques (voir Front populaire), la société des Avions Marcel Bloch est intégralement nationalisée le 16 janvier 1936, ses usines (Courbevoie, Châteauroux-Déols, Villacoublay, Bordeaux) sont intégrées à la Société nationale des constructions aéronautiques du sud-ouest (SNCASO). Marcel Bloch est nommé administrateur délégué (c'est-à-dire principal dirigeant) de la SNCASO.
Disposant librement de son bureau d'études, Marcel Bloch crée, le 12 décembre 1936, la « Société anonyme des avions Marcel Bloch » (SAAMB) en regroupant ses moyens dans le but de concevoir et réaliser des prototypes qui seront fabriqués par les sociétés nationalisées. Mais l'indépendance ne dure pas. Le 17 février 1937, le ministère de l'Air intègre le bureau d'études à la SNCASO.

## Avions construits par Bloch

### Militaire

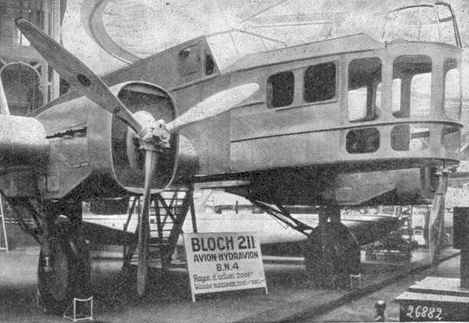
Présentation du MB.211 en décembre 1934.

- MB.80 & MB.81, 1932
- MB.200, 1933
- MB.210 & MB.211, 1934
- MB.130, 1935
- MB.211, 1935
- MB.131, 1936
- MB.150 & MB.157, 1937
- MB.133, 1937
- MB.134, 1937

### Civil
- MB.60 & MB.61, 1930
- MB.90 & MB.92, 1932
- MB.120, 1932
- MB.220, 1935
- MB.300, 1935
- MB.161, 1939 (achevé par la SNCASE)